# Bezirk Iecava
Der Bezirk Iecava (Iecavas novads) war ein Bezirk im Zentrum Lettlands in der historischen Landschaft Zemgale, der von 2003 bis 2021 existierte. Bei der Verwaltungsreform 2021 wurde der Bezirk aufgelöst, seine einzige Gemeinde gehört seitdem zum Bezirk Bauska.

## Geographie
Das Gebiet liegt südlich von Riga und wird vom Fluss Iecava durchquert. Außerdem verläuft hier die Bahnstrecke Jelgava–Jēkabpils in west-östlicher Richtung.

## Bevölkerung
Der Bezirk bestand nur aus einer Gemeinde (pagasts) mit dem Verwaltungszentrum in Iecava. Im Jahre 2018 zählte der Bezirk Iecava 9048 Einwohner.

## Nachweise
1. ↑  Vides aizsardzības un reģionālās attīstības ministrija (Ministerium für Naturschutz und Regionalentwicklung), Karten und Auflistung der Verwaltungseinheiten, abgerufen am 18. Juli 2021
2. ↑  Latvijas iedzīvotāju skaits pašvaldībās (Memento des Originals vom 9. Oktober 2018 im Internet Archive)  Info: Der Archivlink wurde automatisch eingesetzt und noch nicht geprüft. Bitte prüfe Original- und Archivlink gemäß Anleitung und entferne dann diesen Hinweis. (= Einwohnerzahlen der Selbstverwaltungsbezirke Lettlands), Stand: 1. Juli 2018 (lettisch), S. 9, abgerufen am 11. Januar 2019.